# Eva Kristejn Puskarčíková
Eva Kristejn Puskarčíková (nacida Eva Puskarčíková, Jilemnice, Checoslovaquia, 3 de enero de 1991) es una deportista checa que compitió en biatlón.
Participó en tres Juegos Olímpicos de Invierno, entre los años 2014 y 2022, obteniendo una medalla de bronce en Sochi 2014, en la prueba de relevos 4 × 6 km, y el octavo lugar en Pekín 2022, en la misma prueba.
Ganó una medalla de bronce en el Campeonato Mundial de Biatlón de 2020 y una medalla de plata en el Campeonato Europeo de Biatlón de 2013.

## Palmarés internacional
| Juegos Olímpicos   | Juegos Olímpicos    | Juegos Olímpicos  | Juegos Olímpicos |
| Año                | Lugar               | Medalla           | Prueba           |
| ------------------ | ------------------- | ----------------- | ---------------- |
| 2014               | Sochi (Rusia)       | Medalla de bronce | Relevo           |
| Campeonato Mundial |                     |                   |                  |
| Año                | Lugar               | Medalla           | Prueba           |
| 2020               | Anterselva (Italia) | Medalla de bronce | Relevo mixto     |
| Campeonato Europeo |                     |                   |                  |
| Año                | Lugar               | Medalla           | Prueba           |
| 2013               | Bansko (Bulgaria)   | Medalla de plata  | Relevo           |